# Jon Ossoff

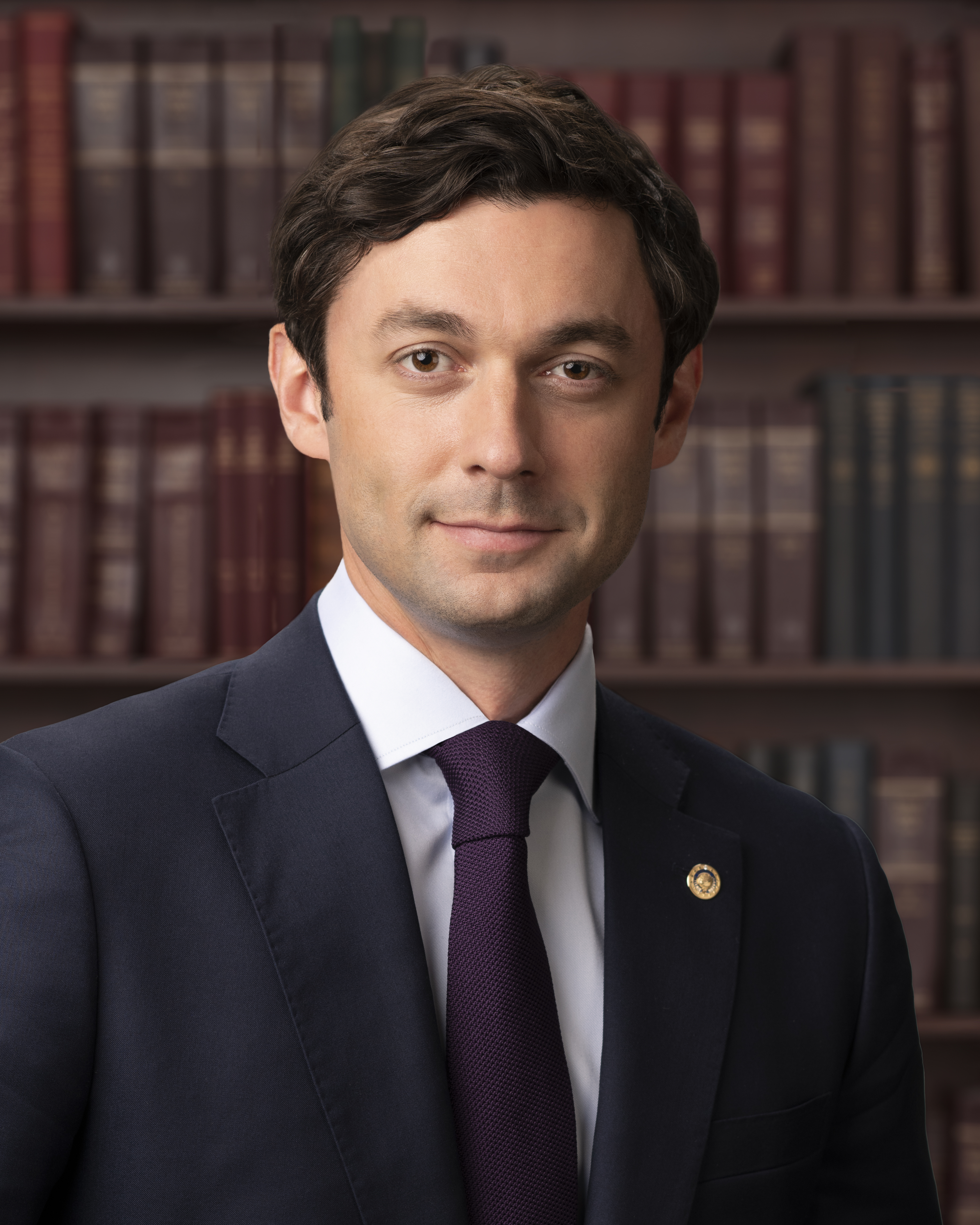
Jon Ossoff (2021)

Thomas Jonathan „Jon“ Ossoff (* 16. Februar 1987 in Atlanta, Georgia) ist ein amerikanischer Investigativjournalist und Politiker der Demokratischen Partei. Bei der Stichwahl zum Senat der Vereinigten Staaten im Januar 2021 setzte er sich gegen den Amtsinhaber David Perdue knapp durch und vertritt seitdem den Bundesstaat Georgia als Senator im Kongress.

## Biografie
Jon Ossoff wurde in Atlanta geboren und wuchs im benachbarten Northlake auf. Er besuchte die Privatschule The Paideia School in Atlanta. Ossoffs Urgroßeltern waren jüdische Einwanderer, die Anfang des 20. Jahrhunderts aus Russland und Litauen in die USA kamen. Seine Mutter ist Australierin. Ossoffs jüdische Ehefrau Alicia Kramer, die als Gynäkologin am Emory-Universitätskrankenhaus in Atlanta arbeitet, trat häufig in den aktuellen Wahlkampfspots ihres Mannes auf – vor allem in denen zur Corona-Pandemie.
Als Jugendlicher arbeitete Ossoff für den Politiker und Bürgerrechtler John Lewis, Abgeordneter im Repräsentantenhaus der Vereinigten Staaten. Nach der Schule besuchte er die School of Foreign Service der Georgetown University in Washington, D.C., und hörte Vorlesungen unter anderem bei der ehemaligen Außenministerin Madeleine Albright. 2009 schloss er mit einem Bachelor of Science ab, 2013 erwarb er den Master of Science an der London School of Economics. Während des Studiums arbeitete er für den Abgeordneten Hank Johnson.
Seit 2013 leitet Ossoff Insight TWI, ein Medienunternehmen, das auf Dokumentarfilme über Korruption und andere Themen des investigativen Journalismus spezialisiert ist.

## Politische Tätigkeit
Im Februar 2017 trat der Abgeordnete im US-Repräsentantenhaus für den sechsten Kongresswahlbezirk von Georgia, Tom Price, zurück, um das Amt des US-Gesundheitsministers zu übernehmen. Ossoff bewarb sich um den Sitz und konnte mit 48,22 % einen Achtungserfolg erzielen, wurde aber letztlich von der Republikanerin Karen Handel geschlagen.
Ossoff kandidierte bei der Wahl zum Senat der Vereinigten Staaten 2020 gegen den republikanischen Amtsinhaber David Perdue für den Klasse-II-Sitz Georgias im Senat der Vereinigten Staaten. Die Wahl fand gleichzeitig mit der Nachwahl um den Klasse-III-Sitz von Georgia statt, der von Kelly Loeffler gehalten wurde. Im Juni 2020 gewann Ossoff die demokratische Primary mit 50,5 % der Stimmen. Bei der eigentlichen Wahl am 3. November 2020 erhielt er etwa 48 % der Stimmen, Perdue erhielt fast 50 %. Anders als in anderen Bundesstaaten reicht in Georgia eine relative Mehrheit nicht, um gewählt zu werden. Nach Bestätigung des Ergebnisses fand am 5. Januar 2021 eine Stichwahl statt, die Ossoff mit 50,6 % Stimmenanteil gewann. Am 20. Januar 2021 wurde Ossoff im Senat vereidigt. Ossoff ist der erste jüdische Senator von Georgia. Nach dem Angriff der Hamas auf Israel im Oktober 2023 stimmte er für Sicherheitsgarantien im Wert von mehreren Milliarden US-Dollar für Israel. Doch stimmte er zusammen mit dem demokratischen Senator Bernie Sanders auch für eine Beschränkung der Waffenlieferungen an Israel, was einige Mitglieder der Jüdischen Gemeinde in Georgia dazu bewegte, sich von ihm abzuwenden und Brian Kemp, den republikanischen Gouverneur von Georgia, zu einer Kandidatur für die Senatswahlen im 2026 gegen Ossoff ermutigte. Ossoff verteidigte seine Stimme zur Begrenzung der Waffenausfuhren nach Israel damit, dass zivile Opfer in Gaza nicht im Interesse der USA seien. Am 20. Januar 2025 stimmte er für den Laken Riley Acts, ein Gesetz, das es erlauben soll, straffällig gewordene Immigranten leichter abzuschieben. Außer Ossoff stimmten elf weitere Demokraten im Senat für das Gesetz, meist aus Swing States, sowie alle Republikaner. Die Mehrheit der demokratischen Senatoren stimmte wegen der ungesicherten Finanzierung gegen das Gesetz.
Ende April 2025 sprach sich Ossoff dafür aus, erneut ein formelles Amtsenthebungsverfahren gegen US-Präsident Donald Trump einzuleiten.